# Physalis carnosa
Physalis carnosa ist eine Pflanzenart aus der Gattung der Blasenkirschen (Physalis) in der Familie der Nachtschattengewächse (Solanaceae), die ausschließlich in  Guatemala vorkommt.

## Beschreibung
Physalis carnosa ist eine viel verzweigte, niederliegende oder kriechende krautige Pflanze, deren Stängel eine Länge von 15 bis 20 cm erreichen. Sie sind fein mit eingebogenen, anliegenden Trichomen behaart, die sich im Alter verlieren. Die Laubblätter sind leicht sukkulent, die Blattspreiten sind ganzrandig oder schwach gewellt gelappt, meist eiförmig bis eiförmig-langgestreckt oder elliptisch, an den größeren Blättern erreichen sie eine Länge von 12 bis 28 mm und eine Breite von 7 bis 12 mm. Ihre Spitze ist spitz, die Basis ist stumpf, Ober- und Unterseite sind schwach behaart. Die Blattstiele haben eine Länge von 5 bis 10 mm.
Die Blüten stehen einzeln an 2,5 bis 3 mm langen Blütenstielen. Zur Blütezeit ist der Kelch 2 bis 3 mm lang und fein behaart. Die Kronzipfel sind schwach dreieckig, 0,5 bis 1 mm lang und spitz. Die Krone ist 3 bis 4 mm lang und wahrscheinlich mit Markierungen versehen. Die Staubfäden haben eine Länge von etwa 1,5 mm, die Staubbeutel sind bläulich-grün und 0,8 bis 1,2 mm lang.
Der Fruchtkelch ist fünfwinkelig, 1 bis 1,3 cm lang und 0,6 bis 0,8 mm breit, netzartig gezeichnet und unauffällig behaart. Die Fruchtstiele sind 4 bis 5 mm lang. Die Beere hat einen Durchmesser von etwa 5 mm.

## Habitat
Die Art ist aus wenigen Sammlungen aus Guatemala bekannt und wächst an Sanddünen entlang der Küste in Höhenlagen von 1 bis 2 m.